# Проспект Мира (Красноярск)

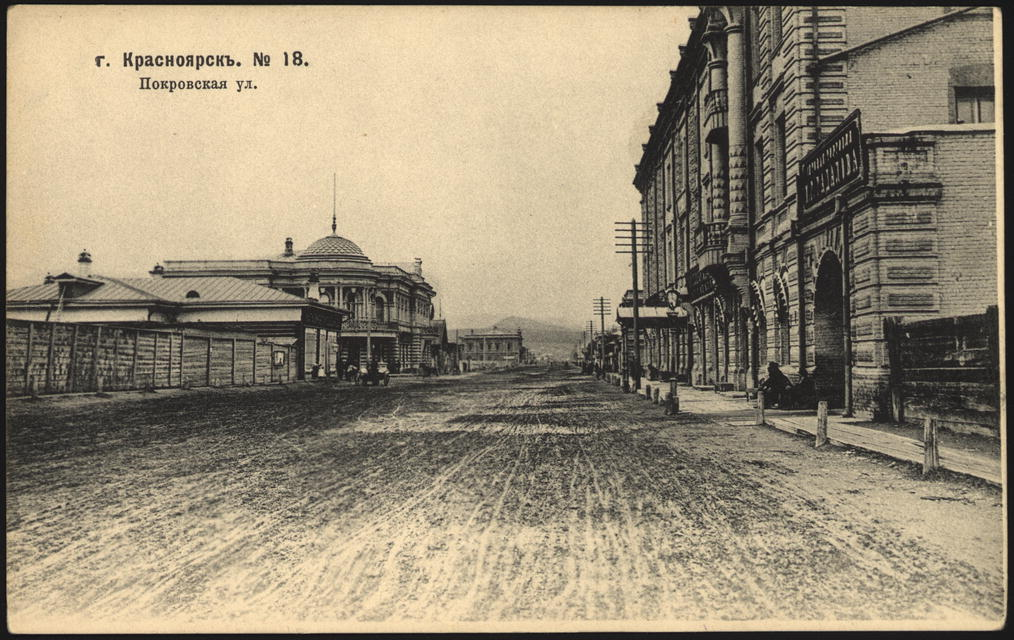
Воскресенская улица. Открытка 1904 года.

Проспе́кт Ми́ра — элемент транспортной системы в историческом центре Красноярска.
Проспект расположен на большом полуострове, образованном Енисеем и впадающем в него Качей. Берёт начало в районе Стрелки.
На проспекте сосредоточена значительная часть памятников архитектуры города, учреждения высшего образования, науки и культуры, краевые органы законодательной, исполнительной и судебной власти.
На пересечении проспекта Мира и улицы Сурикова находится старейшее из сохранившихся каменное сооружение города — Свято-Покровский кафедральный собор.

## История
Пожар 1773 года уничтожил Красноярский острог и практически весь город, после пожара осталось только тридцать домов.
Из Тобольска был прислан сержант геодезии Петр Моисеев, давший городу линейную планировку петербургского типа. С востока на запад были проложены три параллельных улицы, из которых центральная стала называться Большой.

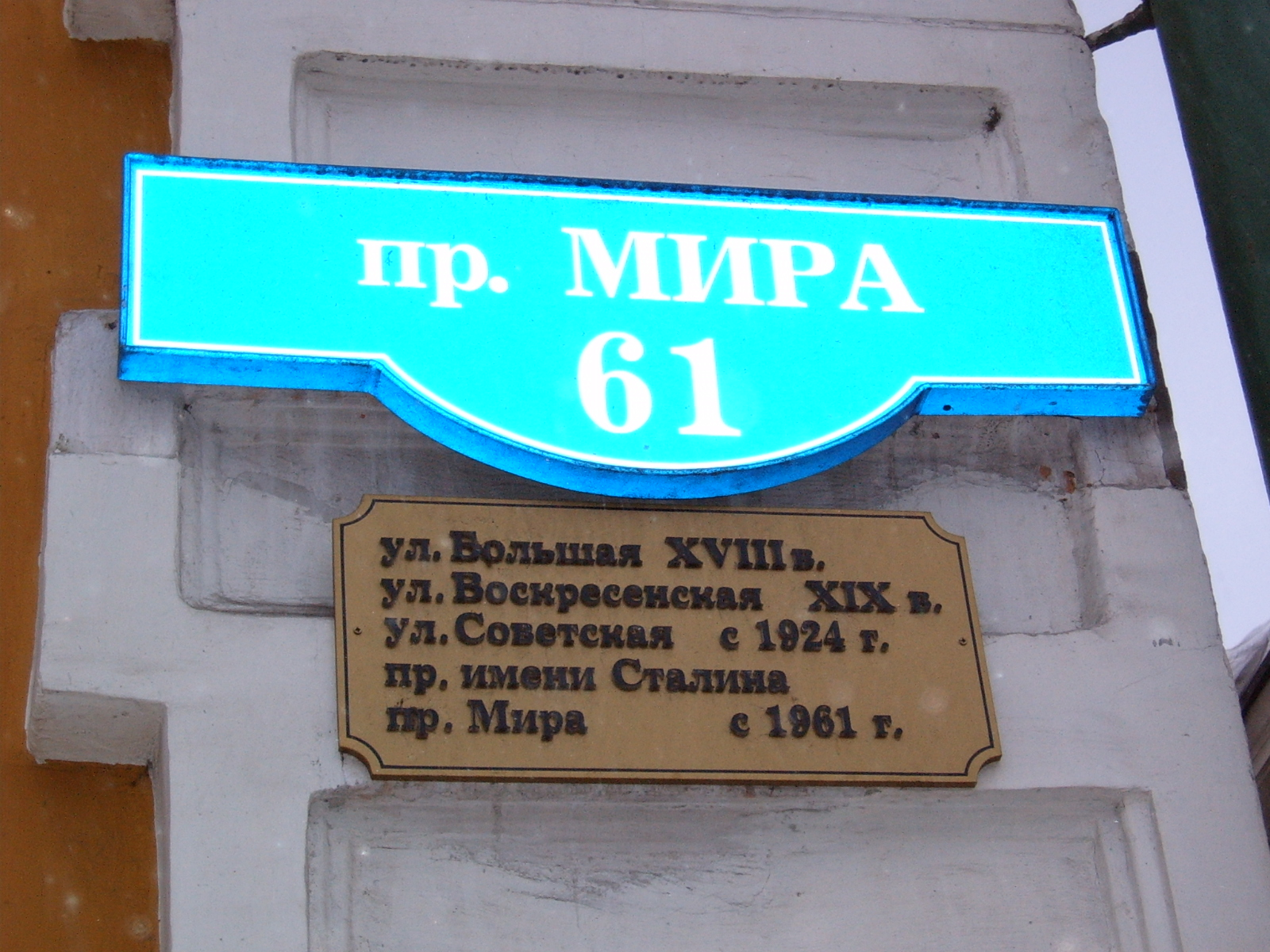
Табличка с прежними названиями проспекта Мира на углу дома Мясникова.

Большая улица начиналась от Спасских ворот острога. Позднее улица начала называться Воскресенской (от Воскресенского собора). В 1921 году она была переименована в Советскую, в 1937 году — в проспект имени И. В. Сталина. В 1961 году улица получила современное название — проспект Мира.
В середине 1820-х годов в бюро под началом архитектора Вильяма Гесте был разработан перспективный генеральный план города. Главная улица города — Воскресенская — становилась «линейным центром», парадным «коридором», связывающим Старобазарную и Новособорную площади.
На центральной улице города строят свои дома купцы и золотопромышленники. В 1829 году на улице располагались семнадцать купеческих домов. С удалением от старого центра на запад здания становятся крупнее. Улица оставалась не мощёной, с деревянными пешеходными тротуарами.
В 1830-е годы на центральных улицах города появляются будки сторожей, отдельные фонари.
15 июля 1845 года севернее городского сада началось строительство Богородице-Рождественского собора. Храм был освящен в сентябре 1861 года.
В 1854 — 1858 году по проекту декабриста Г. С. Батенькова было построено здание Благородного собрания (пр-т Мира, 67). До 1913 года в этом здании размещалось Общественное собрание города, в 1917 году — исполком красноярского Совета рабочих, солдатских и крестьянских депутатов. В 1918 году в здании находился клуб «III интернационала» красноярской организации РСДРП и издательство «Приступ».
В 1870-е годы в Красноярске появились первые фонари со стеариновыми свечами. Освещение города началось с Воскресенской улицы — в каждом квартале поставили по четыре фонаря. В 1881 году город перешёл на керосиновые лампы. Сначала лампы установили на Воскресенской улице, потом на Благовещенской (ул. Ленина) и Узенькой (Гостинская ул., ул. Карла Маркса).
В 1889 году городская дума издала постановление об устройстве деревянных тротуаров и заборов по лицевой стороне Воскресенской. 21 марта 1907 года городская постановила, что первоначальное замощение улицы Воскресенской должны проводить домовладельцы. Жители улицы пожаловались в Правительствующий Сенат. Сенат приказал мощение улицы провести за счёт Городского общественного управления, домовладельцы должны были содержать построенные мостовые. Мощение улицы булыжником продолжалось с 1907 года до 1914 года.
В 1934 году на улице был уложен асфальт.
6 мая 1901 года на Воскресенской улице состоялась закладка здания народного дома-театра, 14 февраля 1902 года техническая комиссия приняла новое здание драматического театра имени А. С. Пушкина).

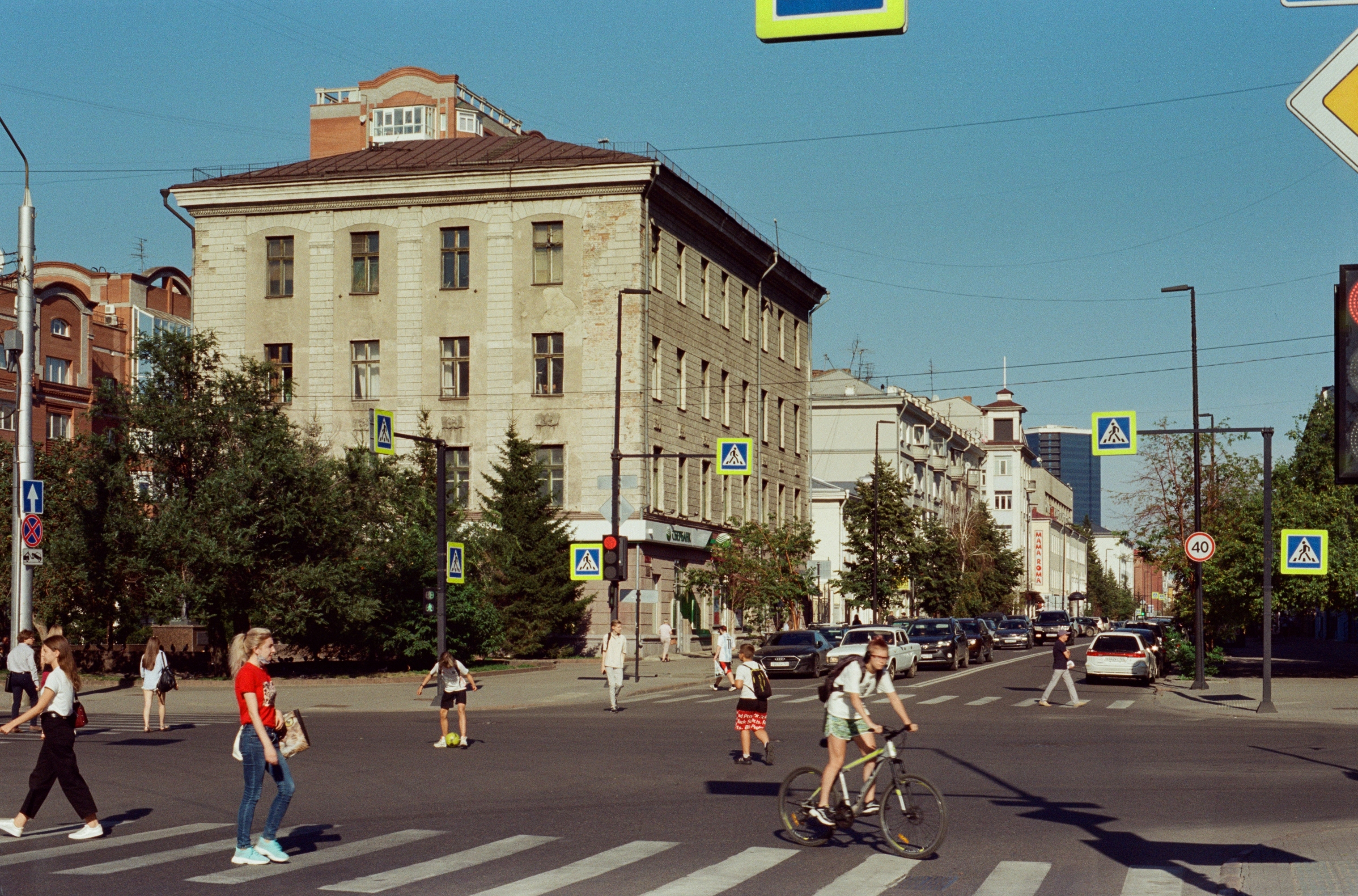
Общий вид проспекта Мира (2020)

1 августа 1934 года в Красноярске началось автобусное движение. Автобусы ходили по маршруту: ж/д вокзал — Площадь Просвещения. Два автобуса ходили по проспекту имени Сталина.
В 1959 году на проспекте имени Сталина было открыло троллейбусное движение.
Летом 2018 года на проспекте прошла комплексная реконструкция. Было заменено мощение тротуаров. На отдельных участках тротуары были существенно расширены, заменены опоры освещения, светофоров и дорожных знаков. Провода были убраны под землю. Ликвидировано 2 П-образных перехода. Впервые в России применен световой дизайн-код для подсветки архитектурных деталей. Разработан уникальный дизайн адресных указателей.
С 2021 года в летнее время участок проспекта Мира от ул. Обороны до ул. Перенсона закрывается для автомобильного движения и становится полностью пешеходным каждые выходные для проведения фестиваля «В центре мира».

## Памятники архитектуры

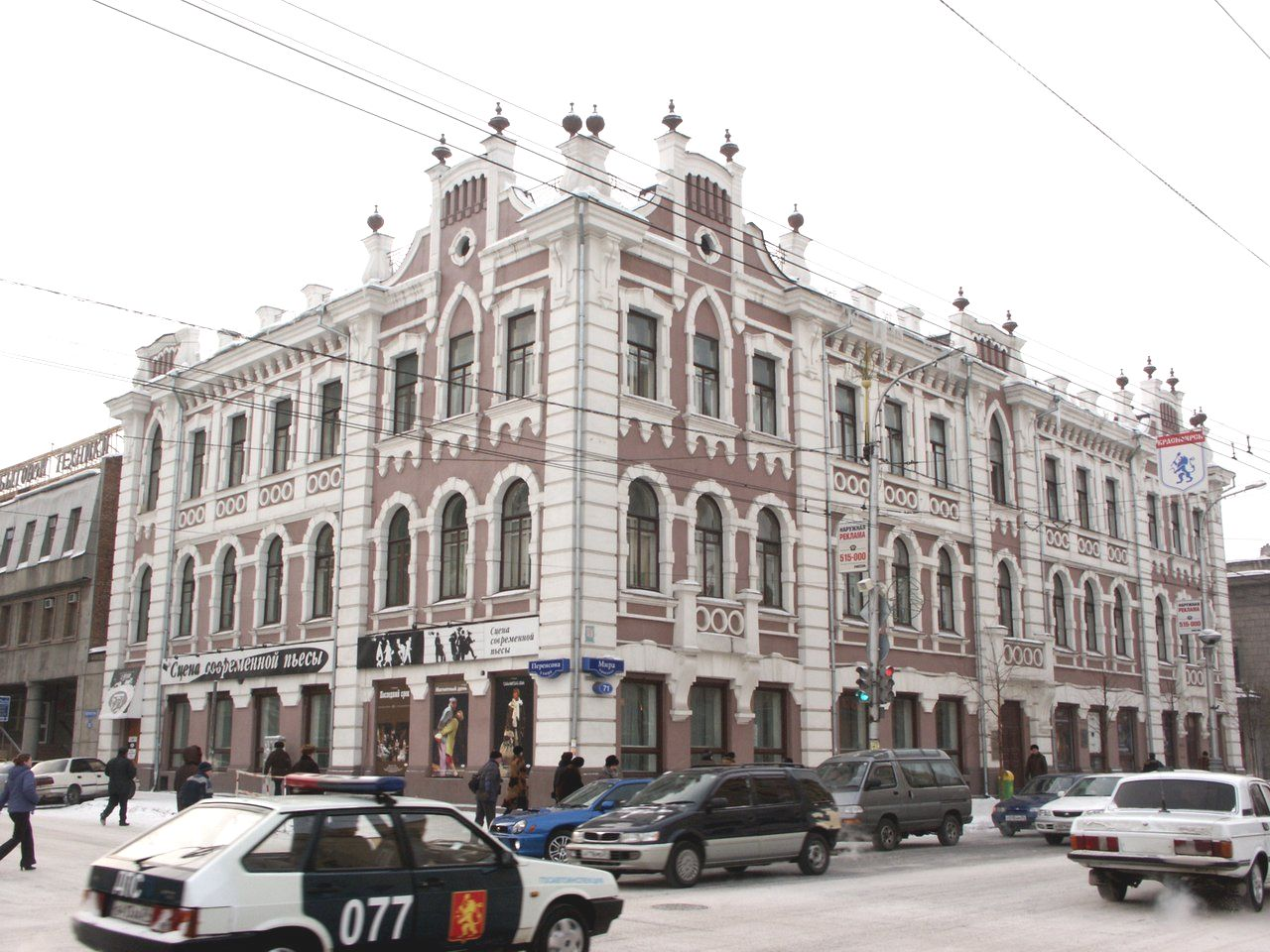
Купеческий клуб (1908—1910), архитектор Л. А. Чернышёв, пр. Мира, 71

Памятники архитектуры, расположенные на проспекте Мира:
- Комплекс Щеголевского ремесленного училища (1890—1904) пр. Мира, 9, два флигеля
- Жилой дом (особняк) (начало XX века) пр. Мира, 14
- Усадьба П. И. Кузнецова, пр. Мира, 20, 24
- Дом Тюрепина (первая четверть XIX века), пр. Мира, 22
- Дом жилой деревянный (конец XIX века — начало XX века), пр. Мира, 22а
- Дом Данилова (конец XIX века), пр. Мира, 25. Дом владельцев винокуренного завода и Знаменского стеклозавода О. и В. Даниловых. Дом построен в 1884 году.
- Дом купца Терских, пр. Мира, 29. Самый старый из сохранившихся в городе жилых домов. Построен в 1807—1817 годах. Одно время здесь заседал губернский совет во главе с первым губернатором Енисейской губернии А. П. Степановым. В этом доме в ссылке жил Буташевич-Петрашевский.
- Дом купца Спиридона Философовича Васильева (середина XIX века), пр. Мира, 31. С 1880 года по 1917 год на втором этаже этого дома размещалось Енисейское губернское правление. В марте-апреле 1897 года в этом здании неоднократно бывал в связи с определением ему места ссылки В. И. Ленин.
- дом с магазинами и кладовыми Н. Г. Гадалова (1890), пр. Мира, 33
- Женская прогимназия (1870—1875), пр. Мира, 37
- Епархиальное училище, архитектор В. А. Соколовский (1854), пр. Мира, 39
- Флигель усадьбы Коноваловых, пр. Мира, 46
- Торговый дом Ревильон-братья, архитектор В. А. Соколовский (1910—1912), пр. Мира, 49
- Дом Полякова с магазином (конец XIX века) — Мира просп., 51

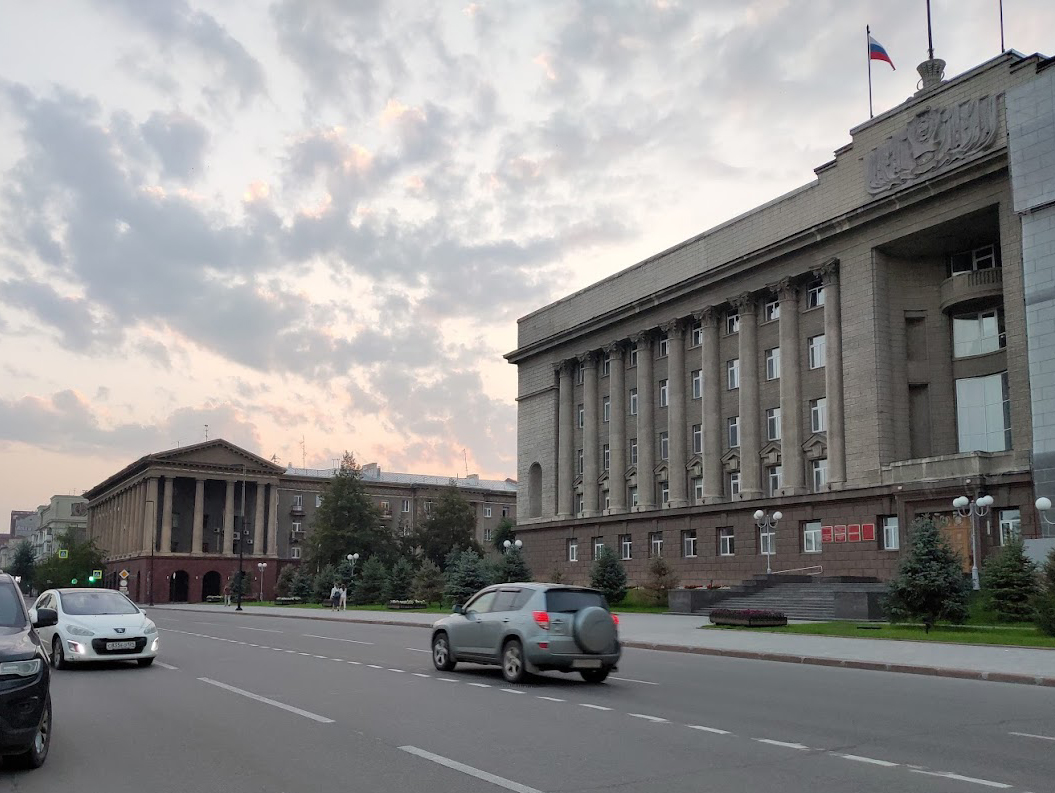
Сталинский архитектурный ансамбль на проспекте Мира

- Сталинский архитектурный ансамбль на проспекте МираТипография Кахановской, архитектор В. А. Соколовский (1910), пр. Мира, 55. Строительство завершилось в 1913 году. На втором этаже размещалось Енисейское переселенческое управление и парикмахерская. С 1924 года здесь долгое время размещались типография, редакция газеты «Красноярский рабочий» и книжное издательство.
- Торговый дом Александра Смирнова (1849), пр. Мира, 59. В 1909 году архитектором В. А. Соколовским произведена капитальная реконструкция с внешним оформлением фасада.
- Больничный комплекс (1894—1898), пр. Мира, 61. Ранее усадьба золотопромышленника Мясникова. Здание построено в 1845 году. В разное время здесь были: гостиница, потом Приказ общественного призрения. Здание неоднократно достраивалось.
- Дом нотариуса Ставровского (1890), пр. Мира, 66
- Общественное собрание, архитектор В. А. Соколовский, пр. Мира, 69
- Типография и редакция Е. Ф. Кудрявцевой (1888—1890), пр. Мира, 70
- Купеческий клуб (1908—1910), архитектор Л. А. Чернышёв, пр. Мира, 71
- Дом Петрова (конец XIX века), пр. Мира, 74
- Дом Токарева с гостиницей «Грандотель» (1915), пр. Мира, 76
- Торговый дом Шмандина (1890—1900), пр. Мира, 79Вид проспекта Мира в Красноярске. Слева - Доходный дом М.И. Семенова и И.И. Романова, справа - театр им. Пушкина

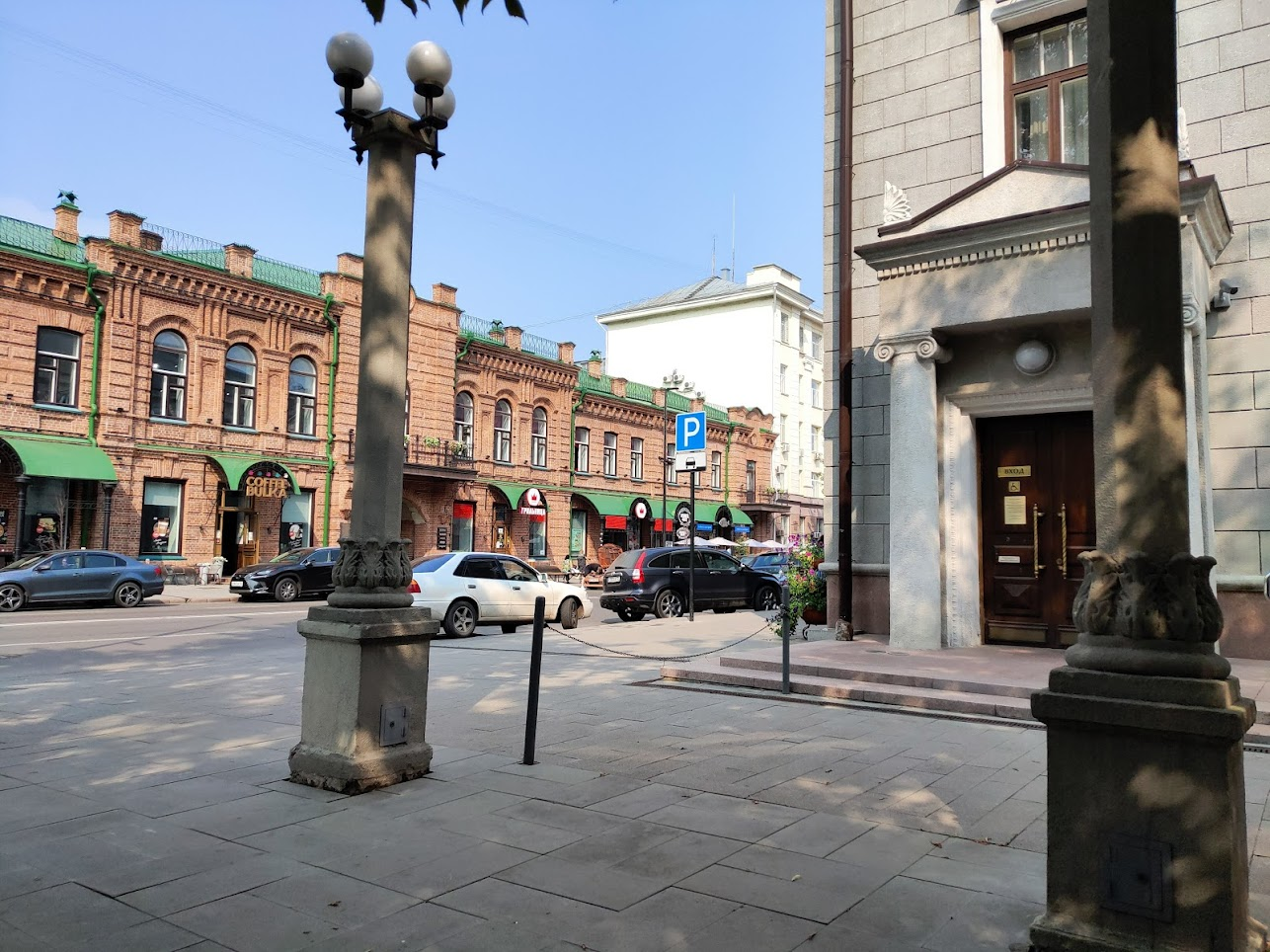
Вид проспекта Мира в Красноярске. Слева - Доходный дом М.И. Семенова и И.И. Романова, справа - театр им. Пушкина

- Торговый дом И. Г. Гадалова (1879—1884) В начале здание строили В. А. Шкалин и С. В. Нюхалов. В 1881 году здание обрушилось из-за ошибок в строительстве, в 1883 году строительство было продолжено, архитекторы М. Ю. Арнольд и А. А. Лоссовский. В 1911 году в здании размещалось губернское управление. В 1913 году архитектором В. А. Соколовским была произведена частичная реконструкция здания. В настоящее время помещение занимает «Детский мир». пр. Мира, 79[4][5]
- Лесотехнический институт (1930), пр. Мира, 82
- Дом жилой (1936—1940-е), пр. Мира, 85
- Торговый дом Гадалова (Семенова-Романова) (1880, 1912—1913), пр. Мира, 86[6]
- Дом Н. А. Кузнецовой с магазином (1890), пр. Мира, 87
- Особняк Гадалова. В настоящее время помещение занимает Красноярский государственный аграрный университет. пр. Мира, 90
- Административное здание (1950), пр. Мира, 93

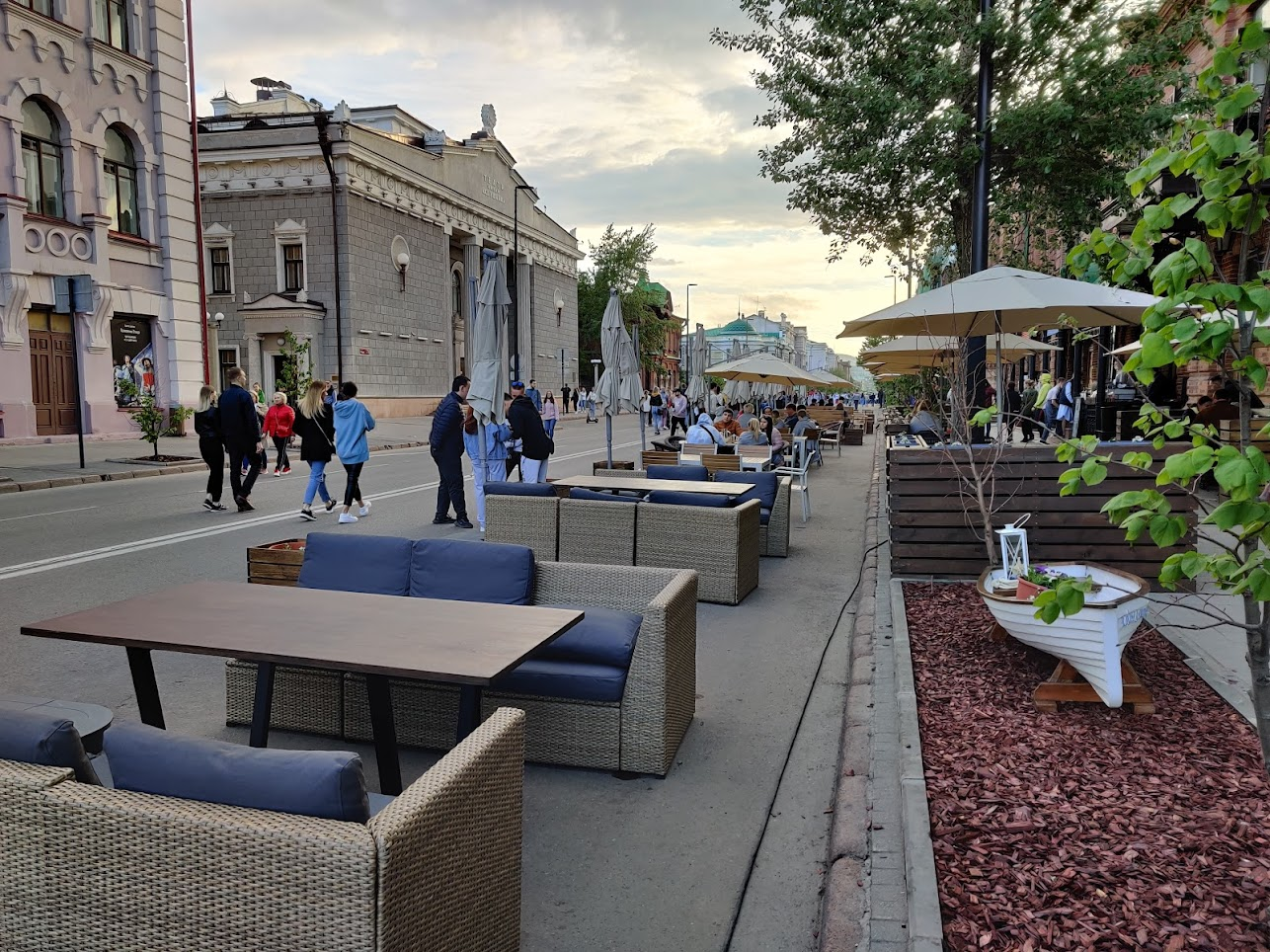
Фестиваль «В центре мира» на проспекте Мира в Красноярске

- Фестиваль «В центре мира» на проспекте Мира в КрасноярскеТорговый дом Либмана, архитектор В. А. Соколовский (1909—1910). Трёхэтажный дом с дополнительным подвальным этажом был возведён на месте снесённых строений, купленных семьёй Либмана в период между 1890 и 1897 годом. Здание, в котором размещались магазины и жилые помещения, в 1920 году было передано в муниципалитет, в 1922 году - отделению Государственного банка. В 90-е годы 20-го века здесь располагался торговый дом «Пассаж». пр. Мира, 96[7]
- Здание управления Красноярской железной дороги (1950), пр. Мира, 97
- Дом духовного братства (1912—1916), архитектор Л. А. Чернышев, пр. Мира, 98
- Дом жилой (1936—1938), пр. Мира, 105
- Дом жилой (1930), пр. Мира, 107
- Центр научно-технической информации. Дом жилой (1950), пр. Мира, 108
- Дом жилой с магазином (1930), пр. Мира, 109
- Дом Советов, Проект А. Д. Крячкова (1950, проект 1936 года), пр. Мира, 110

## Памятники истории
- Дом, в котором, находился Красноярский комитет РСДРП(б), редакции большевистских газет «Красноярский рабочий» и «Сибирская правда». Здесь проходили пленумы Красноярского Совета рабочих и солдатских депутатов в 1917 — 1918 годах, пр. Мира, 37
- Здание, в котором размещалось издательство «Приступ», созданное в апреле 1917 года по предложению бюро ЦК большевиков, пр. Мира, 67
- Дом, в котором в октябре 1905 года Красноярская организация РСДРП и Совет рабочих и солдатских депутатов проводили общегородские митинги, пр. Мира, 73
- Здание, в котором во время Великой Отечественной войны размещались эвакогоспитали № 1968 и № 986, пр. Мира, 99
- Здание, в котором во время Великой Отечественной войны размещался эвакогоспиталь № 429, пр. Мира, 103